# 주울란바토르 타이베이 무역경제대표처
주울란바토르 타이베이 무역경제대표처(駐烏蘭巴托臺北貿易經濟代表處)는 중화민국이 몽골에 설치한 연락사무소이다. 몽골과 중화민국 간에 공식적인 외교관계가 부재한 관계로 타이베이 대표부 형식으로 개설하였다.
2002년 9월 1일에 중화민국 외교부가 몽골의 수도 울란바토르에 타이베이 무역경제대표처를 설립하였다. 그외에 중화민국 대외무역협회가 2002년 6월에 설치한 대만무역센터(臺灣貿易中心)도 존재한다.
몽골 정부는 중화민국 주재 공관으로 2003년 12월에 주타이베이 울란바토르 무역경제대표처를 설치하였다.

## 같이 보기

### 일반 주제
- 중화민국 외교부
- 몽골의 대외 관계
- 타이베이 대표부

### 몽골에 설치한 다른 대사관
- 주몽골 대한민국 대사관
- 주몽골 미국 대사관
- 주몽골 일본 대사관